# Trapeze
Trapeze fue una banda británica de hard rock formada en 1969 en Inglaterra.

## Historia

### Primera época
Oriunda de Cannock, Staffordshire, la banda contaba en sus inicios con John Jones, Terry Rowley, Mel Galley, Glenn Hughes, y Dave Holland.
Debutan en un programa de televisión de la BBC, Colour Me Pop, el cual apoyaba nuevos talentos del mundo de la música pop de aquellos años.
Al poco tiempo son fichados por la compañía Threshold, fundada por miembros de The Moody Blues, con la cual lanzan un álbum debut homónimo a principios de 1970, el álbum recibió extrañas reseñas por parte de la crítica especializada, y cierta difusión por medio de BBC 1.
En mayo de 1970, Jones y Rowley abandonan Trapeze, para unirse a su vieja banda The Montanas, por lo cual el grupo queda reducido a power trio, con Galley, Hughes y Holland, en guitarra, bajo y voz y batería respectivamente, alineación con la cual más tarde, ese mismo año, editan un segundo disco titulado Medusa, ambos considerados su formación, y álbum clásicos.
El disco, editado en noviembre, fue aclamado como la nueva gran cosa en el ámbito del rock duro inglés, y tras la difusión que el sencillo "Black Clouds/Your Love Is Alright" obtiene en las radios americanas, Trapeze reciben invitaciones para girar por los Estados Unidos de parte de los promotores de aquel país, entre los cuales se encontraba Bill Ham, un entusiasta de los tríos de rock pesado, productor y mánager que por aquellos tiempos estaba trabajando con los emergentes ZZ Top.
Durante 1971 su agenda de actuaciones en vivo les demandó tanto tiempo que no pudieron componer material alguno para un eventual tercer álbum, aunque hacia el verano de 1972, la banda empezó a trabajar en lo que sería su tercer Long play: You're the Music...We're Just the Band, el cual es lanzado justo antes de las Navidades de ese año.

### Sin Glenn Hughes
A mediados de 1973 le es ofrecido a Hughes un puesto nada menos que en Deep Purple, en reemplazo de Roger Glover, quien abandonó la banda siguiendo a su amigo Ian Gillan, cuando las cosas se pusieron tirantes entre éste y el explosivo Ritchie Blackmore.
Sin pensarlo dos veces, Hughes acepta esta oferta de jugar en las ligas mayores, y se une a los Purple en calidad de bajista (al mismo tiempo que lo hacía David Coverdale, suplantando a Ian Gillan en las voces).
No obstante, y a pesar de la pérdida de un miembro fundamental, bajista, cantante y frontman como era Hughes, los miembros restantes de Trapeze (Galley y Holland), reclutan a Pete Wright en bajo y a Rob Kendrick en voz y guitarra, firman un contrato con Warner Bros. y graban un nuevo álbum titulado Hot Wire, el cual ve la luz en 1974.
Un segundo LP con esta formación fue editado en 1976, simplemente titulado Trapeze.
Por un corto espacio de tiempo, a fines de 1976 Hughes vuelve a Trapeze (cuando Deep Purple se había separado, debido al fallecimiento de su guitarrista Tommy Bolin). El resucitado trío funciona por un tiempo, ofrecen algunos shows en vivo, y comienzan a grabar un nuevo disco, pero Hughes abandona el barco una vez más, y se aboca a una carrera como solista.
Precisamente su primer LP como solista, Play Me Out de 1977, incluye dos temas compuestos durante esa breve y fallida reunión de Trapeze: "LA Cut-Off" y "Space High".

### Decadencia, reunión y fin
Galley y Holland vuelven a echar mano del bajista Pete Wright, y contratan a un cantante llamado Peter Goalby, con esta formación Trapeze edita Hold On en 1979, álbum que marcaría los compases finales de la banda en su primera época, ya que Holland se va a tocar con Judas Priest y, tras la edición de un desapercibido disco en vivo de 1981 (Live in Texas: Dead Armadillos), Goalby es convocado para cantar en Uriah Heep, con lo cual Trapeze es oficialmente disuelto en 1982.
En 1991 Galley, Holland y Hughes se reunieron, con el tecladista Geoff Downes, emprendieron una pequeña gira, y lanzaron un disco en directo en 1993: Welcome to the Real World - Live, mientras que en febrero de 1994, el trío se junta una vez más, para un concierto tributo al cantante Ray Gillen, embarcándose subsiguientemente en un gira británica, conmemorando el 25.º aniversario del grupo: estos recitales marcan el fin de toda actividad conocida de Trapeze a la fecha.

## Discografía
Estudio
- Trapeze (1970)
- Medusa (1970)
- You Are the Music...We're Just the Band (1972)
- Hot Wire (1974)
- Trapeze (1976)
- Hold On (1979)

Directo
- Live in Texas: Dead Armadillos (1981)
- Way Back to the Bone (1986)
- Welcome to the Real World - Live (1993)
- Live at The Boat Club 1975 (2003)
- Live in Houston 1972 (2021)